# Штег, Людвиг
Людвиг Штег (нем. Ludwig Steeg; 22 декабря 1894, Отвайлер, Пруссия — 6 сентября 1945) — государственный и политический деятель Третьего рейха. С 1 июля 1940 года по апрель 1945 года занимал должность обер-бургомистра Берлина.

## Биография
Во время Первой мировой войны служил в сухопутных войсках Германской империи в звании лейтенанта. В августе 1919 года поступил на государственную службу в администрацию Берлина, отвечал за уборку территории в городе. В 1933 году вступил в Национал-социалистическую немецкую рабочую партию. 
В июле 1940 года стал обер-бургомистром Берлина, сменив на этом посту Юлиуса Липперта. В конце января 1943 года Людвигу Штегу было присвоено звание бригадефюрера СС. Людвиг Штег занимал должность обер-бургомистра и во время Берлинской наступательной операции. После падения Берлина был взят в плен Рабоче-крестьянской Красной армией. 6 сентября 1945 года Людвиг Штег скончался в советском лагере для немецких военнопленных при неизвестных обстоятельствах. Место смерти и погребения неизвестны.